# Башмакова Лідія Іванівна
Лідія Іванівна Башмакова (1926—2012) — доярка, Герой Соціалістичної Праці (1958).

## Біографія
Лідія Башмакова народилася 8 (за іншими даними — 19) серпня 1926 року у селі Лешково (нині — Гагарінський район Смоленської області). В 1941 році закінчила шість класів неповної середньої школи; в тому ж році опинилася в окупації.
Після звільнення Гжатського району брала участь у відновленні сільського господарства, працювала причепницею; закінчила курси трактористів.
Повернувшись у рідне село, працювала пастушкою, потім дояркою в колгоспі «Передовик», пізніше в колгоспі імені Радищева. За період з 1953 по 1957 рік завдяки впровадженню передових методів збільшила надої молока від кожної підконтрольної корови з 1600 до 5875 кілограмів.
Указом Президії Верховної Ради СРСР від 10 березня 1958 року Лідія Башмакова удостоєна високого звання Героя Соціалістичної Праці з врученням ордена Леніна і медалі «Серп і Молот».
В 1964 році вступила до КПРС. У 1969—1981 роках працювала в їдальні в колгоспі імені Радищева.
У 1981 році вийшла на пенсію; проживала у селі Нікольське Гагарінського району, пізніше переїхала в село Богородицьке Смоленського району Смоленської області. Померла 9 серпня 2012 року, похована на кладовищі в селі Богородицьке.
Також нагороджена орденом Трудового Червоного Прапора, медаллю «В ознаменування 100-річчя з дня народження Володимира Ілліча Леніна».